# ファイナルファンタジーUSA ミスティッククエスト
『ファイナルファンタジーUSA ミスティッククエスト』（ファイナルファンタジーユーエスエー ミスティッククエスト、英字: FINAL FANTASY USA MYSTIC QUEST、略称: FFUSA、MQなど）は、1992年10月5日にアメリカ合衆国にて日本のスクウェアから発売されたスーパーファミコン用ロールプレイングゲーム。単に「ミスティッククエスト」とも呼ばれる。
同社の『ファイナルファンタジーシリーズ』（以下、FFシリーズ）の外伝的作品。主人公のザッシュを操作し、仲間たちと共に「フォーカスタワー」に君臨するダークキングを倒してクリスタルの力を復活させ4つの地域を救出する事を目的としている。戦闘時に属性が重要視されている事やテキストによるメッセージが少ない事などを特徴としている。
開発はスクウェア大阪開発部が行い、同社のゲームボーイ用ソフト『時空の覇者 Sa・Ga3』（1991年）を手掛けたスタッフが参加しており、システム・デザインは井出康二、シナリオは藤岡千尋、音楽は笹井隆司が担当している。
2010年12月21日には、スクウェア・エニックスよりWii用バーチャルコンソールで、欧米に遅れて日本でも配信が開始された。2014年4月16日にはWii U用バーチャルコンソールでも配信開始された。

## 概要
日本では1993年9月10日にスーパーファミコン（SFC）用ゲームソフトとして発売された。タイトルの「USA」からも解るように、元々アメリカで発売されたものが日本向けに翻訳輸入されたものである。アメリカでは約1年前の1992年10月5日にSNES用ゲームソフト『Final Fantasy Mystic Quest』として発売されている。後にヨーロッパでも発売されたが、ヨーロッパでは既に『聖剣伝説 〜ファイナルファンタジー外伝〜』（ゲームボーイ）が『Mystic Quest』の名前で発売されていたため、本作は『Mystic Quest Legend』というタイトルでリリースされることになった。
- 北米版 - Final Fantasy Mystic Quest
- 日本版 - ファイナルファンタジーUSA ミスティッククエスト
- 欧州版 - Mystic Quest Legend

なお、ゲーム中のタイトル画面に「FINAL FANTASY」の文字が表示されるのはアメリカ版のみであり、日本版とヨーロッパ版では表示されない。
FFシリーズでは定番のクリスタルの影響をかなり色濃く受けている。また、属性がFFシリーズの中でもかなり重要視されており、各々の敵の属性を考え戦闘することが重要となってくる。ただし、戦闘で全滅してもその戦闘の最初からペナルティなしでやり直すことが可能なため、難易度は非常に低い。
メッセージのテキスト量の少なさはFFシリーズ随一であり、会話よりもキャラクターの動作で感情を表すなど、多言語移植を前提としているような作りも見られる。最大パーティ人数が2人（主人公と仲間1人）と少なく、仲間がころころと入れ替わる。苦悩などのシーンは殆どなく、みな決断力と理解力に優れている。
1993年におちよしひこによる漫画が『ファミリーコンピュータMagazine』にて掲載された。

## ゲーム内容

### システム
ジャンルはRPGだがアクションRPG的要素も多い。フィールドでジャンプと武器アクションができることや、シンボルエンカウントの採用など、FFシリーズの中でも異彩を放っている。魔法はマジックポイント (MP) を消費するのではなく、使用回数制となっている。これは『FFI』（GBA版やPSP版を除く）や『FFIII』などでも見られたシステムである。
ワールドマップは自由に歩いて進むことはできず、点在する町やダンジョンのシンボルを矢印で繋ぐポイント移動形式となっている。イベントが進行する度に行き先が増え、新たなポイントへ向かえるようになっているので、道に迷うことはまずない。
フィールドマップ上には「バトルポイント」と呼ばれる、敵モンスターと10回まで戦闘できるポイントが全20ヶ所点在しており、ゲームの進行具合に応じてそれぞれのバトルポイントへ通じる道が出現する。ここで戦闘を行うことによって経験値獲得やボーナスアイテム入手などの特典があり、有利にゲームを進められるようになっている。なお、特に必要がなければ無視して先へ進むことも可能である。
また、フィールドマップ上やダンジョン内部など、移動中ならばどこでもセーブが可能となっている。セーブブロックは3ヶ所。このためかXボタンではメニュー画面ではなくセーブ画面が直接開き、メニュー画面はスタートボタンで開くようになっている。

### アイテム
武器や防具などはバトルアクスなどの例外を除き、原則としてほとんどの物が宝箱やイベントで手に入る。新しい装備品を手に入れた場合、古い装備から自動で付け替えられるため自分で装備を選ぶ必要がない。ただし武器アクションの関係上、武器の系統のみ随時切り替え可能となっている。主人公の装備はそれぞれ4系統の武器（剣、斧、爪、爆弾）、防具（兜、鎧、盾、アクセサリー）共に各3段階ずつだけしかなく、これら以外に仲間キャラクター専用の装備品も数種類あるものの、非常に種類が少ない。それゆえ、次の段階の装備品を手に入れたらそれだけで冒険が格段に楽になる。
装備品だけではなく、アイテムの種類もシンプルで非常に少ない。回復アイテムは4種類だけで、体力回復のポーション、ステータス異常回復のヒールポーション、魔法回復の魔法の木の実、ステータス低下回復のリフレッシャーのみ。それ以外のアイテムは重要アイテムとしてイベント用にだけ使われるため、特に意識する必要がない。FFシリーズでおなじみのエリクサーは本作ではイベントアイテムとして登場し、プレイヤーが使用することはない。この他に、消費武器の爆弾、手裏剣、矢が補充用消費アイテムとして登場する。
ゲーム中に登場する宝箱には、木でできた宝箱と豪華な赤い宝箱の2種類が存在する。消費アイテム類は町やダンジョンにある木箱から簡単に手に入り、しかも一度フィールドマップへ戻って入り直すと木箱の中身が復活するので、何度でも手に入れることができる（精霊が知らない間に中身を補充するという設定）。豪華な宝箱には魔法や重要アイテムが入っており、こちらは一部の例外を除いて、一度中身を取ると復活しない。
店でお金を出して買える物はポーションなどの各回復アイテム類や爆弾と、ごく一部の装備品に限られる。また、前述の通り消費アイテム類は簡単に手に入れることができるため、このゲームではお金の使い道が非常に少ない。なお、通貨単位は他のFFシリーズで使われているギルではなくゴールドである。

### 戦闘システム
戦闘はランダムエンカウントではなく、シンボルエンカウントを採用。ダンジョン内に敵キャラクターの姿が見えていて、それに触れることによって戦闘に入る。『ロマンシング サ・ガ』シリーズに似ているが、敵シンボルは一切移動せず、出現地点は固定されている。また、ジャンプによって敵シンボルを通りぬけることはできない。なお、一部のダンジョンでは敵シンボルが透明で見えなくなっている場合もあり、この場合は特定のアイテムを入手することで見えるようになる。一度倒した敵シンボルは、そのダンジョンを出入りするまで復活しない。
FCやSFCで発売された他のFFシリーズと異なり、戦闘画面はゲームボーイのサガシリーズのようなフロントビュー（敵が正面に表示される形式）の戦闘となっている。戦闘画面の手前には、画面に背を向けた姿でプレイヤーキャラクターも表示される。
戦闘システムはFC版のFFシリーズのようにターン制が取り入れられており、アクティブタイムバトルシステムではない。ただし、ダメージや回復の際、キャラクターグラフィックに重なって数字が飛び出すのは他のFFシリーズと同じである。初期設定では、画面下に表示されるプレイヤーキャラクターのヒットポイント (HP) がバー型のゲージで表示され、HPの残量が見た目で判別できるようになっているが、設定により従来と同様の数字表示への変更も可能である。
敵にはそれぞれ弱点や耐性（水に弱い、火に強い、斧の攻撃に弱い、など）が設定されており、弱点となる属性や武器などで攻撃すればより大きなダメージを与えられ、逆に耐性のある攻撃は効果が弱くなる。この際に「（モンスター名）は（属性名）の攻撃に弱い」「-に強い」などのメッセージが表示され、敵のHPが減ってくるとグラフィックが弱った姿に変化していくため、視覚的にも敵の状況が分かりやすい。
前列・後列などの概念は存在しないが、「かわす」コマンドを味方に対して使用することで、その味方が受けるはずだった攻撃を代わりに受け止めることができる。また、自分にこのコマンドを使った場合は防御となり、身を守って受けるダメージを半減できる。
仲間のレベルや装備品は新規加入時ごとにそれなりに強い能力で固定されており、経験値を得てレベルアップが行われるのも主人公のみのため、場合によっては常に仲間キャラクターの方が強いという事態も起こり得る。また、仲間のみ「オート戦闘」というシステムもあり、これを選択していると仲間が自動で状況を判断して戦ってくれる。これは戦闘中も含め、ゲーム中にYボタンを押すか「そうさきりかえ」を選ぶことでいつでもマニュアルとオートを切り替え出来るので、自動で戦わせて仲間におまかせという戦法も取れる。

### 武器アクション
主人公が装備する武器をL・Rボタンで切り替えることにより、フィールド上で木を斬ったり、爆弾を投げたり、遠くの柱に掴まったりなど様々な武器アクションを実行できる。ただし、フィールド上の敵シンボルに対しての直接攻撃はできない。Aボタンによる武器アクションやBボタンによるジャンプを駆使しなければ進行不能なダンジョンがあるなど、『聖剣伝説』シリーズを彷彿とさせる点もある。
剣
前に突き出すことで、狭い場所にあるスイッチなどを押すことができる。
戦闘時の武器としては攻撃力が高く、素早く攻撃ができる。
斧
振り回して草や木を切ることができる。また、大きなレバーを倒して動作させることもできる。
戦闘時は、斧の攻撃に弱い敵に対して絶大な効果を発揮する。
爪
Aボタンを押し続けている間、凹凸のある壁を登って移動することができる。
また、「青竜の爪」は前方に伸び、杭や柱などをロープのように掴んで渡ることができる。
戦闘時は攻撃力が低いが、装備中は魔力が上昇し、ステータス異常を与える武器として活躍する。
爆弾
消費武器であり、使用するとストックを1つ消費する。ストックがなくなると使用できない。
目の前に爆弾を設置して岩などの障害物を爆破できる。
また、「手投げ爆弾」は前方に投げ飛ばして遠くの障害物を破壊できる。
戦闘時は敵全体に攻撃できる。攻撃力がレベルに影響されない。
この他に、仲間専用の武器として手裏剣と弓矢がある。どちらも飛び道具の消費武器であり、空を飛ぶ敵に強い。攻撃の際にストックを1つ消費し、ストックがなくなると素手攻撃となってしまう。
ジャンプ
フィールド上でBボタンを押すと前方に飛び、1マス分の隙間や低い障害物、人などを跳び越せる。ただし、ザコ敵のシンボルを飛び越すことはできない。歩くよりも少しだけ速い。

## 設定

### ストーリー
四元素それぞれの恵みを受けた4つの地域ではことごとくその恵みが失われ、人々は疲弊しきっている。その4つの地域の中心に聳え立つ巨大な塔「フォーカスタワー」に君臨するダークキングを倒すため、主人公は謎の老人の導きと道中出会う仲間たちの力を借り、各地域の守護をするクリスタルの力を復活させていく。

### 魔法
魔法の名前や効果は他のFFシリーズの魔法とほぼ同じであるが、プレイヤーキャラクターが使用できる魔法の種類は白魔法、黒魔法、封印魔法の3系統がそれぞれ4つずつの計12種類と、アイテム同様他のFFシリーズに比べると種類が少ない。他のシリーズに見られるような「-ラ」「-ガ」などの上位魔法も存在しない。
主人公の場合、全て宝箱からの入手やイベントなどで覚えることになる。また、仲間キャラクターの覚えている魔法の種類は、仲間になった時期によりそれぞれ決まっている。
魔法の使用はMPの消費ではなく、各魔法系統ごとに設定された使用回数を消費する。これは、例えば白魔法ならどの白魔法を使ったとしても白魔法のポイントが1回分減り、黒魔法を使うと使った黒魔法の種類にかかわらず黒魔法のポイントが1減る、というもの。減ったポイントは宿屋に泊まるか、店でも購入可能な魔法の木の実を使うことで全回復できる。

#### 白魔法
白魔法はテレポ、ケアル、エスナ、レイズの4種類。通常は回復・補助魔法として使用するが、攻撃魔法として敵モンスターに使うこともでき、FFシリーズでお馴染みのアンデッド（不死系）モンスターに対してはケアルでダメージを与え、レイズを掛けると即死させる場合がある。
また、レイズは主人公を含め全てのプレイヤーキャラクターが使用可能で、従来のFFシリーズとは違い、戦闘不能ではないプレイヤーキャラクターに掛けた場合もHPを全回復させる効果が現れ、さらに戦闘中の場合は同時に状態異常も回復させる。このため、非常に汎用性の高い便利な魔法として使うことができる。
エスナは味方に掛けるとステータス異常回復だが、敵に掛けた場合は小悪魔が登場しランダムで1つのステータス異常を与えるという、他のFFシリーズでは見られない効果となっている。この効果はアンデッドモンスターに限らない。
テレポは通常時はダンジョン脱出の魔法だが、戦闘中に使うと敵1体を次元の彼方へ消し去る効果を発揮する。ただしこの場合は経験値やゴールドを得られない。
他の系統の魔法と異なり、白魔法を攻撃魔法として使用した場合には命中率によってミスすることもある。また、魔法を跳ね返す力を持つモンスターに対して使用した場合、白魔法は跳ね返されずその効果が消滅する。

#### 黒魔法、封印魔法
黒魔法、封印魔法についてはどちらも攻撃専門の魔法。黒魔法がクエイク、ブリザト、ファイア、エアロ（クリスタルと同じく地水火風に対応）、封印魔法がサンダー、ホーリー、メテオ、フレアと、それぞれ4種類ずつ存在する。封印魔法の方が威力が高めに設定されているが、代償として使用可能回数が少ない。使用するとかならず発動するが、魔法を跳ね返す力を持ったモンスターに対してはそのままダメージを跳ね返されてしまう。
なお、ゲーム中画面では、味方のみ黒魔法のブリザドがブリザトという表記になっている（敵が使う物はブリザド）。また、他のFFシリーズではファイア、ブリザドと三対を成しているサンダーが、このゲームでは別格の封印魔法で、その属性の雷も水と風の複合という特殊な属性となっている。その他の封印魔法も、ホーリーが無属性、メテオが地属性、フレアが火属性と、属性の設定が他のFFシリーズと多少異なる。

## 登場キャラクター
（）内はアルファベット名で右側にはアメリカ版の名前。

### メインキャラクター
ザッシュ（Zash） / ベンジャミン（Benjamin）
本作の主人公。旅する16歳の少年。偶然立ち寄った村（アメリカ版では故郷の村）が突然の地震により沈み出し、脱出した先の運命の丘でいきなり謎の老人から「お前には勇者の素質がある」と言われ、なりゆきで魔王ダークキングと戦う予言の勇者になることを決意した。物事を深く考えずに突っ走るあっけらかんとした性格。色々な種類の武器とジャンプを使いこなしてフィールドを進むことができる。肩をすくめて「やれやれ」といった欧米風のアクションが特徴的。なお、名前入力画面では『FFII』や『FFV』などと同じくデフォルト名が空欄で、デモ画面では名前が「しゅじんこう」（アメリカ版では「DemoPlay」）となっている。
カレン（Karen） / カイリ（Kaeli）
本作のヒロインの一人。緑豊かな村フォレスタに住む、その名の通り可憐な15歳の少女。赤毛のロングヘアーに緑のドレス、頭にはティアラのような髪飾りを付けたさながらお姫様の様な容姿をしている。母親と二人暮らしで、父親は行方不明になっている。母親から「グリーン」という愛称で呼ばれることもある。木と会話が出来る不思議な能力を持っているが、その一方では華奢な体に似合わず斧を武器として振り回し、木を伐採したりもする。
ストーリー序盤で最初に仲間になるキャラクターだが、ふもとの森のボスであるミノタウロスから毒を受けて戦闘不能になりパーティーから外れ、しばらく母親やフェイから看病されることになる。ストーリー後半で完全快復してから再びパーティーに加入し、風のクリスタルを巡って主人公と冒険を共にする。
フェイに次いで多彩な魔法を使用できるのが特徴。
ロック（Rock） / トリスタム（Tristam）
さすらいのトレジャーハンター。忍者風の格好をした少しキザで変な25歳の男。専用武器は風魔手裏剣。 その風貌通り、手裏剣を使いこなす戦闘能力の高いキャラ。主人公からは「オッサン」呼ばわりされているが、こちらもよく主人公のことを「ぼうや」と呼び子供扱いする。（一応主人公をきちんと名前で呼ぶシーンはある。）またお宝や金に目が無く、ことある毎に儲けようと隙をうかがっている。だが、主人公達のことをあちこちで助けてくれたりもするので、根は優しい性格なのかもしれない。メインキャラクターでは彼のみ専用のテーマ曲が存在する。
翌年に発売された『FFVI』の登場人物であるロック・コールと名前や職業、年齢が一致しているが、『Vジャンプ』の記事では「偶然同じ名前になった」と紹介されており、両者には特に関係はないらしい。
フェイ（Fey） / フィービー（Phoebe）
本作のヒロインの一人。水の街アクエリアに住む、少し勝ち気でおっちょこちょいな18歳の少女。金髪のショートカット、黄色いマントとシースルーの袖が付いた青い鎧(ハイレグアーマー)が特徴。祖父と二人暮らし。無鉄砲に飛び出したかと思えば物事をひどく絶望的に考えたり、感情の浮き沈みが激しい。FFシリーズの女性キャラの中ではかなり変わった性格。爪や弓矢を武器として使い、仲間キャラクターの中では多くの白魔法や黒魔法の他に封印魔法であるサンダーやホーリーといった多数の魔法を使いこなす。最終的には主人公と共にラストダンジョンへ向かうことになる。
レッド（Red） / ルーベン（Reuben）
炎で栄える町フェイリアに住む、正義感に溢れた熱血な16歳の少年。両親と暮らしている。物事に熱くなりやすい猪突猛進タイプ。武器はモーニングスター。同じスクウェアの『トレジャーハンターG』や『サガ フロンティア』にも同名のキャラクターが登場している。

### サブキャラクター
ホワイト（White）
空を飛ぶ雲に乗った、仙人のような姿の謎の老人。主人公をいきなり「予言の勇者」に任命した張本人。行く先々に先回りして現れ、色々と謎の助言を残しては主人公と仲間達の運命を導いて行く。彼の「ホワイト」という名前は、ゲーム中では語られることはない。その正体は人間の姿を借りた「光のクリスタル」。
キャプテン・マック（Captain Mac）
カレンの父親で船長。愛称は「マック」。ダークキングに関する予言の調査をしていたが、航海の途中で船ごと行方不明となっていた。救出された後は主人公達を手助けしてくれる。
ジャック（Jack） / スペンサー（Spencer）
フェイの祖父。探検家で、宝物コレクターでもある。水のクリスタルの暴走によりアクエリアの水が全て凍らされた影響で、町の地下道に閉じ込められ脱出できなくなっていた。マック、オットーとは友人。同じお宝好きのロックと意気投合する。
アリオン（Arion）
レッドの父親。火のクリスタルの暴走によって異変が起きた火山を調査しに向かったが、巨大落石に道を塞がれ、帰ることができなくなっていた。
オットー（Otto）
風の町ウインディアに住む、少し変わり者の天才科学者。「虹の道」の発明者でもある。しかし、風のクリスタルの暴走による強風のせいで橋を作る機械が故障してしまった。それにより彼の娘が町の対岸にある塔のある島に取り残されてしまう。
なお、ウインディアの彼の研究所とその近くの宿屋では、こっそり屋根に風見鶏としてチョコボがゲスト出演している。フルネームはオットー・シド・ベッケンシュタイン（当時の『ファミマガ』の記事より）。
ノーマ（Norma）
オットー博士の娘。虹の道が消えてしまったせいで、塔に閉じ込められてしまう。

### ボスキャラクター
ベヒーモス（Behemoth）
作中最初に戦う。このときの主人公の攻撃手段はミスリルソードしかない上、ベヒーモスからクリティカルヒットを喰らうとほぼ敗北してしまう。そのため運絡みの戦闘になる。
ミノタウロス（Minotaur）
「ふもとのもり」のボス。毒を使って、木を枯らしていた。モンスターの木と呼ばれる樹木に擬態しており、木を叩き切ろうとしたカレンに毒を浴びせた。
フレームサウルス（Flamerus Rex）
「化石の迷宮」のボス。地のクリスタルの力を得て、襲い掛かってくる。アンデット系モンスターのため、レイズを唱えると即死させることができる。
ベレムナイト（Squidite）
「氷の洞窟」のボス。イカの魔物。倒すとライブラの紋章を落とす。
スノウクラブ（Snow Crab）
「凍った滝つぼ」のボス。カニの魔物。凍った滝つぼの出口で待ち構えている。
アイスゴーレム（Ice Golem）
「氷のピラミッド」のボス。水のクリスタルの力を得て、襲い掛かってくる。火魔法が弱点。
ジン（Jinn）
「廃坑」のボス。廃坑の裏口前で待ち構えている。
メデューサ（Medusa）
「火山」のボス。溶岩ドームの入り口である火山の火口で待ち構えている。
ヒュドラ（Dualhead Hydra）
「溶岩ドーム」のボス。火のクリスタルの力を得て、襲い掛かってくる。
キマイラ（Gidrah）
「巨大老木」のボス。老木に巣食うモンスターたちのボスであり、倒すと全ての雑魚敵が消滅する。
デュラハン（Dullahan）
「風の山脈」のボス。山脈から暴風を仕掛けていた。倒すとウィンディアの街の暴風が止まる。
パズズ（Pazuzu）
「パズズの塔」のボス。風のクリスタルの力を得て、襲い掛かってくる。塔のエレベーターに居座っており、話しかけてもエレベーターを使って別フロアへ去ってしまう。そのため塔のエレベーターを閉鎖できるレバーを利用して追い詰める必要がある。風魔法が弱点。ある程度HPが減るとこちらの魔法攻撃を跳ね返す「サイコキャッチ」という技を使ってくる。
スカルレックス（Skullrus Rex）、 ストーンゴーレム（Stone Golem）、ワイバーン（Twinhead Wyvern）、ズー（Zuh）
「最後の城」の中ボス。それぞれフレームサウルス、アイスゴーレム、ヒュドラ、パズズの強化版。
ダークキング（Dark King）
本作のラストボス。いにしえの戦いより蘇った魔王。フォーカスタワーの頂上に君臨し、四天王と呼ばれる自分の配下の4匹のモンスター達にそれぞれ地、水、火、風の4つのクリスタルを奪わせた。そうすることで「伝承の魔王」として荒廃した世界を支配しようとしていた。
ラストバトルでは4段階に変身するがケアルの回復量がオーバーフローしてしまうバグがあるため、アンデッドではないにもかかわらず、主人公がケアルを連発するだけで数万のダメージを与えてあっさり倒すことが可能となってしまっている。

## 移植版
| No. | タイトル                                       | 発売日                                      | 対応機種 | 開発元     | 発売元                 | メディア                              | 型式 | 備考 | Ref.        |
| --- | ---------------------------------------------- | ------------------------------------------- | -------- | ---------- | ---------------------- | ------------------------------------- | ---- | ---- | ----------- |
| 1   | ファイナルファンタジーUSA ミスティッククエスト | 2010年9月24日 2010年10月18日 2010年12月21日 | Wii      | スクウェア | スクウェア・エニックス | ダウンロード （バーチャルコンソール） | -    |      | [ 2 ] [ 3 ] |
| 2   | ファイナルファンタジーUSA ミスティッククエスト | 2014年4月16日                               | Wii U    | スクウェア | スクウェア・エニックス | ダウンロード （バーチャルコンソール） | -    |      | [ 4 ]       |

## 開発

### 経緯
『ファイナルファンタジーUSA ミスティッククエスト』の開発は日本のスクウェアの開発チームが担当したが、アメリカ市場に特化して制作された。当時、家庭用RPGは北米ではメジャーなジャンルではなく、スクウェアは『ミスティッククエスト』を通じてそのジャンルの魅力を広めようとした。スクウェアは『Final Fantasy Legend』としてリリースされたサガシリーズの最初の3作と『Final Fantasy Adventure』としてリリースされた『聖剣伝説 〜ファイナルファンタジー外伝〜』を含め、すでに北米でいくつかのファイナルファンタジーシリーズのスピンオフをリリースしていたが、更にアメリカでの人気を高めたいと考えていた。スクウェアの幹部は、アメリカ人がRPGを避ける理由としてRPGの難しさを挙げており、本編シリーズでのゲームプレイで様々な点を調整することで難易度を緩和した。たとえば、アメリカでリリースされた『ファイナルファンタジーIV』は、よりゲームが簡単になるように変更されている。それを『ミスティッククエスト』ではさらに推し進め、日本の開発者がアメリカ支社と協力し、子供でもゲームを楽しめるようにした。
『ミスティッククエスト』は、『時空の覇者 Sa・Ga3』（北米タイトルは『Final Fantasy Legend III』）とよく似たグラフィックとゲーム性で開発された。同作との間には、戦闘システム、グラフィックインターフェイス、ダンジョンシステムなど多くの共通点がある。『Sa・Ga3』にあったジャンプ要素も再現されており、アイコンのほぼすべては同作のカラー化アップグレード版となっている。仲間キャラクターがオートで戦えるようになったほか、ランダムバトル、複雑なストーリー、文字ベースのメニュー画面も廃止された。スクウェアは、テンポの速いゲームを好む北米のユーザーにアピールするために、アクションアドベンチャーゲームの要素を盛り込んだ。プレイヤーは戦闘以外の場面において武器、ジャンプ、ロープ、爆弾などを使用することで、新しい道を切り開くことが出来る。北米版の翻訳者Ted Woolseyは「アクションアドベンチャーはプレイヤー人口は多く、層も異なります。彼らは若い傾向があり、剣を手にしてまっすぐに飛び込むといった考えを好みます。従来のRPGでは、夢中になるまでに15時間や20時間かかりました。そのゲームが小規模なものであったために、彼が翻訳してきたゲームの中でももっとも簡単な仕事のひとつだったとWoolseyは語る。若年層に向けて売り込むため、このゲームは39,99 USドルで販売された。また、未経験者や新規のRPGユーザーへの配慮として、『ミスティッククエスト』には公式攻略ガイドが付属していた。

### 『Sa・Ga3』との関係
脚本、監督は藤岡千尋、音楽は笹井隆司と川上泰広が担当。
タイトルに「USA」と銘打たれてはいるが、開発を担当したのはスクウェアUSAではなく、先に発売された『時空の覇者 Sa・Ga3 [完結編]』と同じく、元クリスタルソフトから移籍してきたスタッフを中心としたスクウェア大阪開発部（当時）である。本作と『Sa・Ga3』は、プレイヤーキャラクターがフィールド上でジャンプ可能なことや、グラフィックやダンジョンの構成、属性システムなど、一部で共通・類似した要素を持っている。しかし、やや複雑だった『Sa・Ga3』のゲームシステムやストーリーと比較すると、本作の内容は大幅に簡略化されており、『Sa・Ga3』とはかなり異なったすっきりとしたゲームに仕上がっている。
なお、本作の開発後に藤岡は東京本社へ異動となり、そこで藤岡がディレクターを務めた『スーパーマリオRPG』にもジャンプが存在する。

### 発売
『Final Fantasy Mystic Quest』としてアメリカで発売された後、日本では『ファイナルファンタジーUSA ミスティッククエスト』のタイトルで発売された。ヨーロッパでは英語版、ドイツ語版、フランス語版が発売され、『Mystic Quest』（『聖剣伝説 〜ファイナルファンタジー外伝〜』のヨーロッパでのタイトル）との混同を避けるために、『Mystic Quest Legend』と名付けられた。1992年にシカゴで開催されたコンシューマー・エレクトロニクス・ショーで初公開されて人気を博し、『Ogopogo Examiner』誌の1992年秋号でゲームの詳細が公開された。

## スタッフ
- ストーリー：藤岡千尋
- システム・デザイン：ポポさん（井出康二）
- モンスター・デザイン：森田正徳
- マップ・デザイン：マッド キッカー（京念秀史）
- ストーリー・アレンジ：前川嘉彦、テッド・ウールゼイ
- メイン・バトル・プログラム：近藤勝裕
- バトル・プログラム：田中真吾
- フィールド・プログラム：もくぞー（五藤聖高）、吉岡加寿彦
- システム・プログラム：いちきち
- サウンド・プログラム：赤尾実
- マップ・グラフィック：さおさん
- モンスター・グラフィック：安田"ヘヴィメタ"由紀
- アニメーション：百瀬季之
- マップ・キャラクター：下地美和子
- サウンド：笹井隆司、川上泰広

## 評価
ゲーム誌『ファミコン通信』の「クロスレビュー」では、7・6・6・4の合計23点（満40点）、『ファミリーコンピュータMagazine』の読者投票による「ゲーム通信簿」での評価は以下の通りとなっており、21.7点（満30点）となっている。また、1998年に刊行されたゲーム誌『超絶 大技林 '98年春版』（徳間書店）では、難易度の低さや親切なシステムが満載であると指摘した上で「初心者でも気軽に楽しめる」と肯定的に評価された。
| 項目 | キャラクタ | 音楽 | お買得度 | 操作性 | 熱中度 | オリジナリティ | 総合 |
| 得点 | 3.8        | 3.7  | 3.7      | 3.7    | 3.5    | 3.3            | 21.7 |

## 備考
- PlayStation Portable用ソフト『ディシディア ファイナルファンタジー』（2008年）では、同作のシステム「モグネット」にて過去の作品に登場したキャラクターと同じ名前を付けられたモーグリたちが登場しており、そのうちの1匹として本作の主人公と同じ名前のモーグリ「ザッシュ」（北米版では「Benjamin」）が登場している。ただしモーグリであることを始め、一人称が「オレ」ではなく「おいら」など、キャラクターの性格設定などは本作と異なっている。
  - 同作のインターナショナル版にあたる『 - ユニバーサルチューニング』にも引き続き登場しているが、続編以降には登場しない。
- ニンテンドー3DS用ソフト『シアトリズム ファイナルファンタジー カーテンコール』（2014年）では、本作からの代表キャラクターとして「ザッシュ」（北米版では「Benjamin」）、本作からの楽曲として「バトル1」と「バトル2」が収録されている。
  - 後に同作のデザインを元にして『ファイナルファンタジー・トレーディングカードゲーム』で「ザッシュ」がプロモーションカードとして登場した。
  - アーケードゲーム『シアトリズム ファイナルファンタジー オールスターカーニバル』（2016年）にもキャラクター「ザッシュ」と楽曲「バトル1」「バトル2」「バトル3」「最後の城」「運命の丘」、およびこれらをつなげた「FINAL FANTASY USA メドレー」が配信されている。
- スマートフォンアプリ『ピクトロジカ ファイナルファンタジー』（2013年）の追加メモリアとして2017年に本作から「ザッシュ」が登場している。
  - 同年配信のニンテンドー3DS用ソフト『ピクトロジカ ファイナルファンタジー ニアリーイコール』にも「ザッシュ」が登場している。

## 関連商品

### 音楽CD
ファイナルファンタジーUSA ミスティッククエスト サウンドコレクションズ
作曲は笹井隆司（代表作：『ルドラの秘宝』など）と川上泰広（代表作：『チョコボの不思議なダンジョン2』など）の2名が担当。ゲーム中のBGMに加え、アレンジメドレーが3曲収録されている。

### 書籍
- 『ファイナルファンタジーUSA ミスティッククエスト 冒険ガイドブック』 ISBN 4-87188-248-9 / NTT出版、1993年9月
- 『ファイナルファンタジーUSA ミスティッククエスト』 / おちよしひこ（越智善彦）・ファミリーコンピュータMagazine（徳間書店）、1993年
- 『楽しいバイエル併用 ファイナルファンタジーUSA ミスティッククエスト』 ISBN 4-8108-2633-3 / ドレミ楽譜出版社、1994年4月